# Dave Poulin
David James "Dave" Poulin, född 17 december 1958 i Timmins, Ontario, är en kanadensisk före detta professionell ishockeyspelare. Han spelade 14 säsonger i NHL för Philadelphia Flyers 1982–1990, Boston Bruins 1990–1993 och Washington Capitals 1993-1996. Poulin vann Frank J. Selke Trophy säsongen 1986–87 och King Clancy Memorial Trophy säsongen 1992–93. Säsongen 1982–83 spelade han i Rögle BK i svenska Division 1, och gjorde 35 mål på 32 matcher.
Poulin började sin karriär som konståkare, och var därför en mycket bra skridskoåkare. Han var även en bra straffläggare. I sin NHL-debut gjorde han mål på sina två första skott i sina två första byten.